# Лотов, Александр Владимирович
Александр Владимирович Лотов (род. 12 апреля 1946, Москва) — российский математик, главный научный сотрудник ВЦ РАН (c 2015 г. — ФИЦ ИУ РАН), профессор. С 1975 по 1991 годы преподавал на факультете управления и прикладной математики МФТИ. С 1996 по 2014 г. по совместительству преподавал на факультете ВМК МГУ на кафедре системного анализа. За рубежом, кроме научных трудов, известен также своими научными семинарами, которые прошли в том числе в Гарвардском, Корнеллском, Йельском, Калифорнийском технологическом и Миланском политехническом университетах. Читал курсы лекций в США, Германии, Испании и Италии. 
Биография проф. А. В. Лотова включена в раздел  «Biographies of Leading MCDM Scholars» (биографии ведущих учёных в области многокритериального принятия решений) в книге M. Koksalan, J. Wallenius, S. Zionts. Multiple Criteria Decision Making. From Early History to the 21st Century (2011)

## Биография
Родился 12 апреля 1946 года в Москве. 
Отец, Лотов Владимир Сидорович, экономист на предприятиях МО СССР. Мать, Лотова Елена Ивановна, доктор медицинских наук, профессор, автор первого фундаментального исследования о пьянстве и борьбе с алкоголизмом в России и СССР, подготовленного к печати в 1978 г., но не опубликованного по политическим причинам; исследование послужило источником материалов для публикаций других авторов на эту тему во время перестройки. 
Сдав экстерном (1963) экзамены за среднюю школу, Александр поступил на факультет аэрофизики и прикладной математики МФТИ, по окончании которого (1969) был направлен в аспирантуру МФТИ, которую закончил в 1972 году.
Защитил (1973) диссертацию на звание кандидата физико-математических наук (научный руководитель работы А.А. Петров). Защитил (1986) диссертацию «Методы анализа математических моделей управляемых систем на основе построения множества достижимых значений показателей качества управления» на звание доктора физико-математических наук. Учёное звание профессора присвоено в 2007 году.
В ВЦ РАН трудится с 1972 года: младший научный сотрудник, старший научный сотрудник, ведущий научный сотрудник, заведующий сектором, главный научный сотрудник. С 2015 года, после вхождения ВЦ РАН в ФИЦ ИУ РАН, продолжил трудиться в объединённом учреждении.
Участвует в международном обществе «Принятие решений при многих критериях».

## Научный вклад
Область научных интересов:
многокритериальная оптимизация,
поддержка принятия решений при многих критериях,
анализ динамических систем.
А. В. Лотов:
- предложил и вместе с учениками реализовал новый подход к поддержке принятия решений при многих критериях, основанный на аппроксимации и визуализации многомерной границы Парето, в том числе разработал его математические и алгоритмические основы;
- разработал метод аппроксимации множеств достижимости для динамических систем.
- разработал метод оценки возмущений множества решений систем линейных неравенств в банаховых пространствах.
- воплотил свой подход на практике для поиска эффективных решений ряда важных задач в области экономики, экологии, техники и биомедицины.

Проводил научные семинары во многих университетах за рубежом, в том числе в Гарвардском, Корнеллском и Йельском, Калифорнийском технологическом и Миланском политехническом.
Руководил совместными научными проектами с зарубежными исследователями.

## Научные труды и учебные пособия
А. В. Лотов является автором более 150 научных работ, в том числе 8 книг.
Основные труды:

### Книги
- Иванилов Ю. П., Лотов А. В. Математические модели в экономике.  М.: Наука, 1979. 304 с.
  - Изд. 2-е. М.: URSS, 2023.
- Лотов А. В. Введение в экономико-математическое моделирование. — М.: Наука, 1984.
  - Изд. 2-е. С предисловием академика АН СССР Н. Н. Моисеева. М.: URSS, 2021. 400 с. ISBN 978-5-9710-8804-2.
- Лотов А. В., Бушенков В. А., Каменев Г. К., Черных О. Л. Компьютеры и поиск компромисса. Метод достижимых целей. Сер. Кибернетика: неограниченные возможности и возможные ограничения — М.: Наука, 1997.
- Лотов А. В., Бушенков В. А., Каменев Г. К. Метод достижимых целей. Математические основы и экологические приложения. Mellen Press, New York, USA, 1999, 400 с.
- A.V. Lotov, V. Bushenkov, and G. Kamenev. Feasible Goals Method. Search for Smart Decisions. Computing Center RAS, Moscow, Russia, 2001, 240 p. (англ.)
- A.V. Lotov, V.A. Bushenkov, G.K. Kamenev. Interactive Decision Maps. Approximation and Visualization of the Pareto Frontier. Boston: Kluwer Academic Publishers, 2004. ISBN 1-4020-7631-2. (Начало книги в Google-read)
- Лотов А. В., Поспелова И. И. Многокритериальные задачи принятия решений. М.: Макс Пресс, 2008.
- Лотов А. В., Поспелова И. И. Конспект лекций по теории и методам многокритериальной оптимизации. Учеб. пос. М., 2005. 127 с.

### Статьи
- Лотов А. В. Численный метод построения множеств достижимости для линейных управляемых систем с фазовыми ограничениями // ЖВМиМФ 1975. Т.15. N 1.
- Лотов А. В. Анализ потенциальных возможностей экономических систем // Экономика и матем. методы. 1981. Т. XVII, вып 2.
- Лотов А. В. Об оценке устойчивости и числе обусловленности множества решений системы линейных неравенств // ЖВМиМФ. 1984. Т.24. N 12.
- Лотов А. В. Аппроксимация и устойчивость обобщенных множеств достижимости // Кибернетика и вычислительная техника / Под ред. В.А. Мельникова. Вып.3. М.: Наука, 1987.
- Bushenkov V., Kaitala V., Lotov A., and Pohjola M. Decision and Negotiation Support for Transboundary Air Pollution Control between Finland, Russia and Estonia // Finnish Economic Papers.  1994.  Vol 7. N 1, pp. 69-79.
- Lotov A. An estimate of solution set perturbations for a system of linear inequalities. Optimization Methods and Software, 6:1 (1995), 1-24.
- Soloveichik, D., Ben-Aderet, N., Grinman, M., and Lotov, A. Multi-objective optimization and marginal abatement cost in the electricity sector – an Israeli case study. // European Journal on Operational Research. 2002. Vol. 140. N 3, pp. 571-583.
- Lotov A. V., Bourmistrova L.V., Efremov R.V., a.o. Experience of model integration and Pareto frontier visualization in the search for preferable water quality strategies // Environmental modelling and software, 2005, 20(2), 243—260.
- Lotov A., Berezkin V., Kamenev G., Miettinen K. Optimal Control of Cooling Process in Continuous Casting of Steel Using a Visualization-Based Multi-Criteria Approach // Applied Mathematical Modelling, 2005, 29(7), 653—672.
- Берёзкин В. Е., Каменев Г. К., Лотов А. В. Гибридные адаптивные методы аппроксимации невыпуклой многомерной границы Парето // Ж. вычисл. матем. и матем. физ. 2006. Т. 46(11). С. 2009—2023.
- Lotov A.V. Visualization-based selection-aimed data mining with fuzzy data. Int. J. on Information Technology & Decision Making, 5(4), 2006, pp. 611—621.
- Брусникина Н.Б., Лотов А.В. Аппроксимация с гарантированной точностью множеств достижимости для линейной динамической системы, подверженной импульсным воздействиям //ЖВМиМФ,  47:11 (2007). C. 1855-1864.
- Lotov, A.V., and K. Miettinen. Visualizing the Pareto Frontier // J.Branke, K.Deb, K.Miettinen, R.Slowinski (eds.) Multiobjective Optimization. Interactive and Evolutionary Approaches, Lecture Notes in Computer Science, V. 5252, Springer, Berlin-Heidelberg, 2008, p. 213—244.
- Efremov R., Rios-Insua D., Lotov A. A framework for participatory decision support using Pareto frontier visualization, goal identification and arbitration. European Journal of Operational Research, v. 199, 2009, pp. 459—467.
- Лотов А. В. Многокритериальная оптимизация выпуклых динамических систем, Дифференциальные уравнения, 2009, № 11, с. 1634—1645.
- Castelletti A., Lotov A., Soncini-Sessa R. Visualization-based multi-criteria improvement of environmental decision-making using linearization of response surfaces // Environmental Modelling and Software. 2010. Vol. 25. pp. 1552-1564.
- Lotov A.V., Bratus A.S., Gorbun N.S. Pareto frontier visualization in multi-criteria search for efficient therapy strategies: HIV infection example // Russian Journal of Numerical Analysis and Mathematical Modelling. 2012. Vol. 27. No. 5,  pp. 441-458.
- Лотов А. В.,Каменев Г. К., Майская Т. С. Итеративный метод построения покрытий многомерной единичной сферы. // ЖВМиМФ, 53:2 (2013). С. 181—194.
- Efremov R.V., Lotov A.V. Multi-criteria remote asynchronous group decision screening: an experimental study // Group Decisions and Negotiations. 2014. Vol. 23. Issue 1, pp. 31-48.
- Лотов А. В. Декомпозиция задачи аппроксимации оболочки Эджворта-Парето. // ЖВМиМФ, 55:10 (2015). С. 1681—1693.
- Болгов В.М., Бубер А.Л., Лотов А.В. Поддержка принятия стратегических решений по обеспечению водой Нижней Волги на основе визуализации границы Парето // Искусственный интеллект и принятие решений. 2017. № 1, с. 84-97.
- Лотов А. В. Новая внешняя оценка множества достижимости нелинейной многошаговой динамической системы. // ЖВМиМФ, 58:2 (2018). С. 209—219.
- Лотов А. В., Рябиков А. И. Метод стартовой площадки в многоэкстремальных задачах многокритериальной оптимизации. // ЖВМиМФ, 59:12 (2019). С. 2111—2128.
- Marques S., Bushenkov V.A., Lotov A.V., a.o. Bi-Level Participatory Forest Management Planning Supported by Pareto Frontier Visualization // Forest Science. August 2020, Vol. 66. Issue 4,  pp. 490–500
- Лотов А. В., Рябиков А. И. Дополненный метод стартовой площадки для аппроксимации границы Парето в задачах с многоэкстремальными критериями. // ЖВМиМФ, 61:10 (2021). С. 1734—1744.
- Marques, S., Bushenkov, V., Lotov, A., a.o. Building Pareto Frontiers for Ecosystem Services Tradeoff Analysis in Forest Management Planning Integer Programs // Forests. 2021. Vol. 12:9. Pp. 1244.
- Лотов А.В., Рябиков А.И., Болгов М.В., Бубер А.Л. Использование границы Парато при поиске компромиссных правил регулирования уровня озера Байкал // Искусственный интеллект и принятие решений, 2022, № 3. C. 72-87.

### под редакцией
- Многокритериальная оптимизация. Теория, вычисления и приложения / Р. Штойер; Пер. с англ. Е. М. Столяровой; Под ред. А. В. Лотова. - Москва : Радио и связь, 1992. - 504 с.; ISBN 5-256-01016-6

## Преподавательская деятельность
Преподавал на факультете управления и прикладной математики МФТИ (доцент, 1981—1991).
Читал курсы лекций в США, Германии, Испании и Италии.
На кафедре системного анализа факультета ВМК МГУ преподавал по совместительству с 1996 по 2014 г. : доцент (1996—2002), профессор (с 2002). Читал лекционный курс «Многокритериальная оптимизация», около 20 лет руководил семинаром «Метод множеств достижимости».
Подготовил 7 кандидатов наук.

## Награды и звания
- Награждён медалью «В память 850-летия Москвы» (1997).
- Лауреат премии Эджворта-Парето Международного общества по принятию решений при многих критериях (2000)[5].